# Лепилемур на Хоук
Лепилемур на Хоук (Lepilemur tymerlachsonorum) е вид бозайник от семейство Тънкотели лемури (Lepilemuridae). Видът е критично застрашен от изчезване.

## Разпространение и местообитание
Разпространен е в Мадагаскар.